# Boudou
Boudou település Franciaországban, Tarn-et-Garonne megyében. Lakosainak száma 755 fő (2022. január 1.). Boudou Malause, Moissac, Saint-Nicolas-de-la-Grave, Saint-Paul-d’Espis és Saint-Vincent-Lespinasse községekkel határos.

## Népesség
A település népességének változása:
| Lakosok száma | 702  | 723  | 744  | 731  | 742  | 751  | 750  | 753  | 755  |
|               | 2013 | 2015 | 2016 | 2017 | 2018 | 2019 | 2020 | 2021 | 2022 |